# سسنا ۱۸۷
سسنا ۱۸۷ (به انگلیسی: Cessna 187) یک هواگرد ساختِ کارخانهٔ سسنا در کشور ایالات متحده آمریکا است . این هواگرد برای نخستین بار در ۲۲ آوریل ۱۹۶۸ میلادی مورد استفاده قرار گرفت.